# Parafia św. Anny w Szczańcu
Parafia pw. św. Anny w Szczańcu – parafia rzymskokatolicka należąca do dekanatu Świebodzin – Miłosierdzia Bożego, diecezji zielonogórsko-gorzowskiej, w metropolii szczecińsko-kamieńskiej, erygowana 1 czerwca 1951. 

## Historia
Pierwszym proboszczem był ks. Piotr Zawora. Ważniejsze wydarzenia w okresie powojennym to odwiedziny parafii przez obraz Matki Boskiej Jasnogórskiej w 1962 i 1992 roku oraz przyjęcie relikwii Pięciu Braci Męczenników Międzyrzeckich.
Co roku, począwszy od 1991, spod kościoła parafialnego wyrusza w kierunku Częstochowy Salezjańska Pielgrzymka Ewangelizacyjna (SPE).
Z parafii wywodzi się pięciu kapłanów oraz trzy siostry zakonne.

### Kościół parafialny
- Kościół pw. św. Anny w Szczańcu

Obecny kościół parafialny został wzniesiony w stylu późnogotyckim na początku XVI wieku. Przy jego budowie wykorzystano fragmenty wcześniejszej budowli. Od 1538 roku kościół pozostawał w rękach luteranów. W posiadanie katolików wrócił około 1654 roku. Po wydarzeniach drugiej wojny światowej, teren obecnej parafii w Szczańcu został zasiedlony przez ludność z dawnych kresów wschodnich, którzy doprowadzili do odtworzenia parafii.

### Kościoły filialne i kaplice
- Kościół pw. Świętej Rodziny w Kupieninie
- Kościół pw. św. Henryka w Kupieninie
- Kościół pw. MB Królowej Polski w Myszęcinie
- Kościół pw. św. Jana Chrzciciela w Ojerzycach
- Kościół pw. Podwyższenia Krzyża Świętego w Rzeczycy
- Kaplica pw. Przenajdroższej Krwi Jezusa w Wilenku

## Grupy parafialne
Ministranci, Żywy Różaniec, parafialny zespół Caritas, animatorzy grup do bierzmowania, Salezjańska Pielgrzymka Ewangelizacyjna Grupa Szczaniec.